# Saint-Nicolas-du-Bosc
 Saint-Nicolas-du-Bosc  là một xã của tỉnh Eure, thuộc vùng Normandie, miền bắc nước Pháp.